# Лунси
Лунси́ (кит. упр. 陇西, пиньинь Lǒngxī) — уезд городского округа Динси провинции Ганьсу (КНР). Название означает «к западу от гор Луншань».

## История
Ещё в царстве Цинь в 272 году до н. э. был создан округ Лунси (陇西郡). После основания империи Хань в этих местах был образован уезд Сянъу (襄武县).
При империи Суй был образован уезд Лунси. При империи Тан эти места были захвачены тибетцами.
При империи Сун в 1052 году здесь было возведено укрепление Гувэй (古渭寨). В 1090 году был вновь образован уезд Лунси.
В 1829 году к уезду Лунси был присоединён уезд Чжансянь, но в 1913 году он вновь был выделен в отдельный уезд.
В 1949 году был образован Специальный район Миньсянь (岷县专区), и уезд вошёл в его состав. В мае 1950 года Специальный район Миньсянь был расформирован, и уезд перешёл в состав Специального района Тяньшуй (天水专区).  В 1956 году уезд перешёл из Специального района Тяньшуй в состав Специального района Динси (定西专区). В 1958 году уезд Вэйюань был разделён между уездами Лунси и Линьтао, но в 1961 году был воссоздан. В 1970 году Специальный район Динси был переименован в Округ Динси (定西地区).
Постановлением Госсовета КНР от 4 апреля 2003 года был расформирован округ Динси и образован городской округ Динси.

## Административное деление
Уезд делится на 10 посёлков и 7 волостей.